# La Loi criminelle
Pour plus de détails, voir Fiche technique et Distribution.
La Loi criminelle (Criminal Law) est un film de procès ainsi qu'un thriller américain réalisé par Martin Campbell et sorti en 1989.

## Synopsis
L'avocat Ben Chase (Gary Oldman) défend Martin Thiel (Kevin Bacon), un jeune et riche playboy. Alors qu'il obtient l'acquittement pour une série de meurtres brutaux, Ben va plus tard découvrir que Thiel s'avère être un tueur en série. Mais ce dernier ne peut être jugé à nouveau pour le même motif, selon le droit anglo-saxon. Ben Chase va alors tenter de le faire de incriminer lui-même, avant qu'il ne tue à nouveau.

## Fiche technique
- Titre original : Criminal Law
- Titre français : La Loi criminelle
- Réalisation : Martin Campbell
- Scénario : Hilary Henkin
- Musique : Jerry Goldsmith
- Direction artistique : Michael Devine
- Décors : Curtis A. Schnell
- Photographie : Phil Meheux
- Montage : Chris Wimble
- Production : Hilary Heath et Robert MacLean
- Société de production : Northwood Productions
- Sociétés de distribution : Hemdale Film Corporation (États-Unis), 20th Century Fox (France)
- Pays de production :  États-Unis
- Langue originale : anglais
- Format : couleur (Technicolor) — 1,85 : 1 - Son Dolby -  35 mm
- Genre : thriller
- Durée: 117 minutes
- Dates de sortie :
  - États-Unis : 28 avril 1989
  - France : 8 décembre 1989

interdit aux moins de 12 ans

## Distribution
- Gary Oldman (VF : Maurice Decoster) : Ben Chase
- Kevin Bacon : Martin Thiel
- Tess Harper : Detective Stillwell
- Karen Young : Ellen Faulkner
- Joe Don Baker (VF : Daniel Sarky) : l'inspecteur Mesel
- Sean McCann : Jacob Fischer
- Ron Lea : Gary Hull
- Michael Sinelnikoff : Professeur Clemtes
- Elizabeth Shepherd : Docteur Thiel

## Production
Le tournage a lieu du 10 août 1987 au 9 octobre 1987 et se déroule à Montréal et Québec au Canada.

## Controverse
La Loi Criminelle s'avère avoir été une source d'inspiration pour les tueurs en série canadiens Paul Bernardo et Karla Homolka, accusés de nombreux viols et meurtres à partir de 1990, qui ont changé leur nom de famille pour « Teale », en l'honneur du personnage de « Thiel »[réf. nécessaire].

## Distinctions
- MystFest 1989
  - meilleur film pour Martin Campbell